# Nils Andersson (Fußballspieler, 1887)
Nils Andersson (* 10. März 1887 in Göteborg; † 15. August 1947 in Los Angeles, Kalifornien) war ein schwedischer Fußballspieler.

## Werdegang
Andersson gehörte 1904 zu den ersten Spielern von IFK Göteborg. 1908 wurde er mit dem Klub durch einen 4:3-Erfolg gegen IFK Uppsala im Göteborger Stadion Valhalla IP erstmals schwedischer Meister.
Im selben Jahr gehörte er am 12. Juli zum Aufgebot der schwedischen Nationalmannschaft bei ihrem ersten Länderspiel. Vor 3.000 Zuschauern in Balders Hage wurde Norwegen mit 11:3 geschlagen. Bei den Olympischen Spielen 1908 kam er in beiden Spielen gegen die Niederlande zum Einsatz. Insgesamt bestritt er fünf Länderspiele.
1910 konnte er durch einen 3:0-Endspielsieg gegen Djurgårdens IF den zweiten Meistertitel seiner Karriere feiern. Ein Jahr später wanderte er in die Vereinigten Staaten aus.